# Cucalón
Cucalón – gmina w Hiszpanii, w prowincji Teruel, w Aragonii, o powierzchni 31,93 km². W 2014 roku gmina liczyła 103 mieszkańców.